# Elżbieta Jagiellonka (1465–1466)
Elżbieta Jagiellonka (ur. 9 maja 1465 w Krakowie, zm. 9 maja 1466 w Sandomierzu) – królewna polska, księżniczka litewska.

## Życiorys
Była trzecią córką, a siódmym dzieckiem ze związku króla Polski i wielkiego księcia litewskiego Kazimierza Jagiellończyka i Elżbiety Rakuszanki. Chrzest Elżbiety miał miejsce 16 maja 1465 w katedrze krakowskiej i dokonany został przez biskupów: Jana krakowskiego i Jakuba kujawskiego. Śmierć Elżbiety nastąpiła z nieznanej przyczyny. Było to pierwsze dziecko pary królewskiej, które zmarło w dzieciństwie. Datę śmierci przyjmuje się za Janem Długoszem, który podkreślił, że zmarła w Sandomierzu, w dniu swoich urodzin (datę tę przyjmuje także Z. Wdowiszewski). Jednakże warto zauważyć, że w innym miejscu Długosz wskazuje, że Elżbieta zmarła w Nowym Mieście Korczynie w dniu 16 maja 1466 r. Pochowana została pod ołtarzem św. Doroty w katedrze wawelskiej, w miejscu wiecznego odpoczynku także królowej Anny Cylejskiej i jej córki Jadwigi.